# Instituto Nacional de Lenguas Indígenas
El Instituto Nacional de Lenguas Indígenas (INALI) (en maya: Noj Mola'ayil Máasewal T'aano'ob) es un organismo descentralizado perteneciente a la Administración Pública Federal, con personalidad jurídica y patrimonio propios, sectorizado, al momento de su creación, en la Secretaría de Educación Pública, establecido en el capítulo IV de su ley de creación: la Ley General de Derechos Lingüísticos de los Pueblos Indígenas (LGDLPI), publicada en el Diario Oficial de la Federación el 13 de marzo de 2003, durante la gestión del entonces presidente Vicente Fox Quesada. En el diario oficial de la Federación del 15 de agosto de 2017, este Instituto aparece sectorizado en la Secretaría de Cultura, la cual no existía al momento de la conformación de esta entidad.
Con base en la Ley General de Derechos Lingüísticos de los Pueblos Indígenas, el INALI tiene los siguientes objetivos:
- Promover el fortalecimiento, preservación y desarrollo de las lenguas indígenas que se hablan en el territorio nacional
- Promover el fortalecimiento, preservación y desarrollo del conocimiento y disfrute de la riqueza cultural de la Nación
- Asesorar a los tres órdenes de gobierno para articular las políticas públicas necesarias en la materia

## La Ley General de Derechos Lingüísticos para los Pueblos Indígenas
La L.G.D.L.P.I. regula el reconocimiento y protección de los derechos lingüísticos, aquellos que garantizan el uso de las lenguas indígenas nacionales (LIN), y sobre todo la protección que corresponde a sus hablantes para asegurar el uso y desarrollo, así como el respeto y la valoración de sus lenguas por la sociedad nacional en su conjunto. En la L.G.D.L.P.I. se reconoce a las lenguas indígenas como «nacionales» y con la misma importancia que el español.

## Catálogo de las Lenguas Indígenas Nacionales
El Catálogo de las Lenguas Indígenas Nacionales: Variantes lingüísticas de México con sus autodenominaciones y referencias geoestadísticas (CLIN) es un documento académico de consulta desarrollado y publicado por el INALI en 2008 con el objetivo de identificar la distribución de las lenguas indígenas habladas en México. En el Catálogo de las Lenguas Indígenas Nacionales se reconoce la existencia de 364 variantes lingüísticas, conformadas por más de 68 agrupaciones lingüísticas y 12 familias lingüísticas. Con tal riqueza cultural y lingüística (y sus problemas inherentes, entre ellos: lenguas minorizadas socialmente o con escaso número de hablantes), la catalogación es un proceso permanente por parte del instituto.

### Familias lingüísticas
La actualización del Catálogo de Lenguas Indígenas Nacionales del INALI reconoce la presencia de 12 familias lingüísticas indoamericanas en territorio mexicano. Las 12 familias lingüísticas habladas por los pueblos indígenas de México son:
- Álgica
- Cmiique iitom (seri)
- Cochimí-yumana
- Lajtaygi (chontal de Oaxaca)
- Maya
- Mixe-zoque
- Na-dené
- Oto-mangue
- P’urhepecha
- Totonaco-tepehua
- Umbeyajts/Ombeayiüts (huave)
- Yuto-nahua

### Regiones etnolingüísticas
Como una estrategia de regionalización, el INALI ha organizado el país en 5 regiones etnolingüísticas para tener mayor acceso y favorecer el desarrollo de las lenguas que se ubican en estas regiones con la creación de grupos de trabajo y de planeación lingüística.
- Región del Norte: Sonora, Chihuahua, Coahuila, Baja California, Baja California Sur, Nuevo León y Tamaulipas
- Región Centro-Huasteca-Golfo: Estado de México, Ciudad de México, Morelos, Veracruz, Hidalgo, San Luis Potosí, Tlaxcala y Puebla
- Región del Bajío-Pacifico: Nayarit, Sinaloa, Jalisco, Durango, Guanajuato, Querétaro, Aguascalientes, Zacatecas, Michoacán y Colima
- Región del Mayab: Yucatán, Campeche, Quintana Roo, Tabasco y Chiapas
- Región del Pacifico Sur: Oaxaca y Guerrero

## Datos históricos y objetivos
El INALI empezó a operar en enero de 2005. Su objeto, de acuerdo con la L.G.D.L.P.I., es promover el fortalecimiento, preservación y desarrollo de las lenguas indígenas que se hablan en el territorio nacional, el conocimiento y disfrute de la riqueza cultural de la Nación, y asesorar a los tres órdenes de gobierno para articular las políticas públicas necesarias en la materia.
Para otorgarles visibilidad y audibilidad a las lenguas indígenas nacionales, el INALI impulsa políticas públicas con los enfoques del multilingüismo y la interculturalidad y realiza en todo el país su proceso de planeación lingüística a través de cinco ejes estratégicos: formalización de las lenguas indígenas nacionales (catalogación); normalización de la escritura, gramáticas y diccionarios, léxicos especializados (planeación de corpus); promoción del prestigio social de las LIN (planeación de estatus); enseñanza y aprendizaje de las LIN, y regulación del uso de las LIN en la vida pública y privada.

## Factores de valoración de una lengua
Un estudio elaborado por un grupo de expertos sobre lenguas en peligro, solicitado por la UNESCO, identificó seis factores, que ayudan a la evaluación de una lengua y clasificarla de acorde a sus necesidades.(UNESCO,2003)
Transmisión integral
Este es el factor principal para evaluar la transmisión de generación en generación. Este factor, se mide en una escala creciente, que van desde el número uno, que indica mayor prioridad hasta el cinco, en el cual no hay peligro de que la legua desaparezca.
Número absoluto de hablantes
Se refiere a la cantidad de hablantes. Entre más pequeño sea el número de hablantes, aumenta la posibilidad desaparecer.
Proporción de hablantes en el conjunto de la población
Es el número total de hablantes por población, este punto
Cambios en los ámbitos de utilización de la lengua
Bajo qué circunstancias emplean el uso de su lengua madre.
Respuesta a los nuevos ámbitos y medios
Este factor consta en analizar el efecto que tiene la globalización, en las comunidades indígenas.
Disponibilidad de materias para el aprendizaje y la enseñanza de la lengua
El desarrollo de las comunidades depende del estado económico y social.

## Organigrama
Desde agosto del 2017 hasta enero de 2023 su director general fue Juan Gregorio Regino poeta mexicano, representante de la literatura indígena mazateca.

## Directores generales
- 2023-2024: Alma Rosa Espíndola Galicia (Encargada de Despacho de la Dirección General).
- 2017-2023: Juan Gregorio Regino.
- 2010-2016: Javier López Sánchez.
- 2004-2010: Fernando Nava López.